# Північного борту нафтогазоносний район
Північного борту нафтогазоносний район — належить до Східного нафтогазоносного регіону України. Займає найзануренішу частину Північного борту Дніпровсько-Донецької западини, яка безпосередньо прилягає до північного крайового розлому. Потужності осадових порід тут сягають 4500, в основному 2000—3000 м. В останнє десятиріччя 20 ст. на території району було виявлено кілька невеликих родовищ, промислові запаси котрих приурочені до відкладів середнього і нижнього карбону. Виняток становить невелике скупчення нафти в корі вивітрювання кристалічного фундаменту на Хухрянській площі.